# 付凡平
付凡平（1972年3月—），原名付翻萍，中华人民共和国企业家、全国脱贫攻坚先进个人。

## 生平
付凡平任宜川县蒙恩农产品经销有限责任公司董事长。因在脱贫攻坚战中作出突出贡献，2021年2月25日全国脱贫攻坚总结表彰大会上，付凡平被授予“全国脱贫攻坚先进个人”。